# Tapinoma kinburni
Tapinoma kinburni é uma espécie de formiga do gênero Tapinoma. Descrita por Karavaiev em 1937, a espécie é endêmica da Ucrânia.